# کلینت بولتون
کلینت بولتون (انگلیسی: Clint Boulton; ۶ ژانویهٔ ۱۹۴۸ – ۱ ژانویهٔ ۲۰۲۱) بازیکن فوتبال اهل بریتانیا بود.
از باشگاه‌هایی که در آن بازی کرده‌است می‌توان به باشگاه فوتبال تورکی یونایتد و باشگاه فوتبال پورت ویل اشاره کرد.